# موریل (کانزاس)
موریل (به انگلیسی: Morrill) شهری در ایالت کانزاس کشور ایالات متحده آمریکا است که جمعیت آن در سرشماری سال ۲۰۱۰ میلادی، ۲۳۰ نفر بوده‌است.